# Angelika Kuźniak
Angelika Kuźniak (ur. 1974) – polska reporterka, pisarka.

## Życiorys
Z wykształcenia kulturoznawczyni po Uniwersytecie Europejskim Viadrina we Frankfurcie nad Odrą. Studiowała także lingwistykę na Universita degli Studi di Macerata we Włoszech. Od 2000 współpracuje z Gazetą Wyborczą, publikuje głównie w magazynie reporterów Duży Format. Jej reportaże ukazywały się także poza granicami kraju, w Niemczech, Rumunii, na Węgrzech, na Słowacji. Na podstawie m.in. jej reportaży Marcin Liber przygotował spektakl ID.

## Nagrody i wyróżnienia
Trzykrotnie otrzymała nagrodę Grand Press (w 2004 za Mój warszawski szał (z Włodzimierzem Nowakiem), w 2008 za Zabijali we mnie Heidi, w 2009 za Przećwiczyłam śmierć). W latach 1999, 2000, 2007, 2010, 2011 była nominowana do tej nagrody. Dwa reportaże, które współtworzyła: Noc w Wildenhagen i Mój warszawski szał, zostały zamieszczone w nominowanym do Nagrody literackiej Nike 2008 tomie Włodzimierza Nowaka Obwód głowy. Kilkakrotnie nominowano ją do Polsko-Niemieckiej Nagrody Dziennikarskiej.
Jej wywiad z Hertą Müller, opublikowany w Dużym Formacie, przyniósł jej nagrodę im. Barbary Łopieńskiej za najlepszy wywiad 2009.
W 2013 ukazała się jej książka o Papuszy (wyd. Czarne), cygańskiej poetce. Za reportaże o powinności artysty, o obowiązku, jaki ma się wobec własnego talentu, wobec świata, wobec Tego, kto nam ten talent podarował” otrzymała nagrodę w kategorii Inspiracja Roku w Ogólnopolskim Konkursie Reportażystów Melchiory 2014.
W 2016 nominowana do Nagrody Literackiej „Nike” za biografię Stryjeńska. Diabli nadali.

## Dorobek twórczy
Książki
- Soroczka, Wydawnictwo Literackie, 2020
- Boznańska. Non finito, Wydawnictwo Literackie, 2019
- Krótka historia o długiej miłości, Wydawnictwo Znak, 2018

- Stryjeńska. Diabli nadali, Wydawnictwo Czarne, 2015
- Czarny anioł. Opowieść o Ewie Demarczyk, Znak, 2015
- Papusza, Wydawnictwo Czarne, 2013
- Marlene, Wydawnictwo Czarne, 2009
- Obwód głowy, Włodzimierz Nowak, Wydawnictwo Czarne, 2007 – współautorka
- Zły dotyk. Reportaże roku 2000, Warszawa 2001
- Cała Polska trzaska. Reportaże Gazety Wyborczej 2001–2004, Warszawa 2005

Wybrane teksty w internecie
- Zabijali we mnie Heidi – o ofiarach dopingu w NRD
- Trzeba tresować mnie jak psa – portret Elfriede Jelinek
- Elwira i Fortunat
- Ja tam ze śmiercią oswojona
- Mój warszawski szał – o powstaniu warszawskim
- Przećwiczyłam śmierć – wywiad z Hertą Muller
- Polacy nie zasługują na poezję Tuwima
- Pornograf – wywiad z austriackim reżyserem Ulrichem Seidlem